# Iglesia de San Millán (Berdejo)
La iglesia de San Millán en Berdejo (Provincia de Zaragoza, España) es un templo parroquial católico adscrita al arciprestazgo del Alto Jalón de la diócesis de Tarazona.
Es una edificación situada en lo alto de una peña rocosa, fruto de distintas fases constructivas, perfectamente reflejadas en los cambios de formas y de material.
La parte más antigua la constituye el ábside románico de los siglos XII-XIII. Es semicircular, está construido en piedra sillar y exteriormente está decorado con semicolumnas adosadas. La iglesia románica de nave única fue transformada en el siglo XVIII debido a la gran afluencia de peregrinos y devotos de San Millán, abad del Monasterio de Yuso, motivada por la estancia del santo como sacerdote de esta iglesia hacia el 560 nombrado por el obispo de Tarazona Dídimo y la existencia de reliquias del Santo.
En primer lugar se adosaron varias capillas laterales a ambos lados de la nave, construidas todas en mampostería, pero con diversas formas y tamaños; en segundo lugar se levantó una torre de ladrillo en el lado de la Epístola, y en tercer lugar se construyó una nueva fachada occidental de perfil mixtilíneo.
El resultado es una yuxtaposición de distintos volúmenes sobre la roca, sin apenas decoración exterior, mientras que al interior se conservan algunos restos de yeserías y pinturas murales barrocas.

## Galería de imágenes

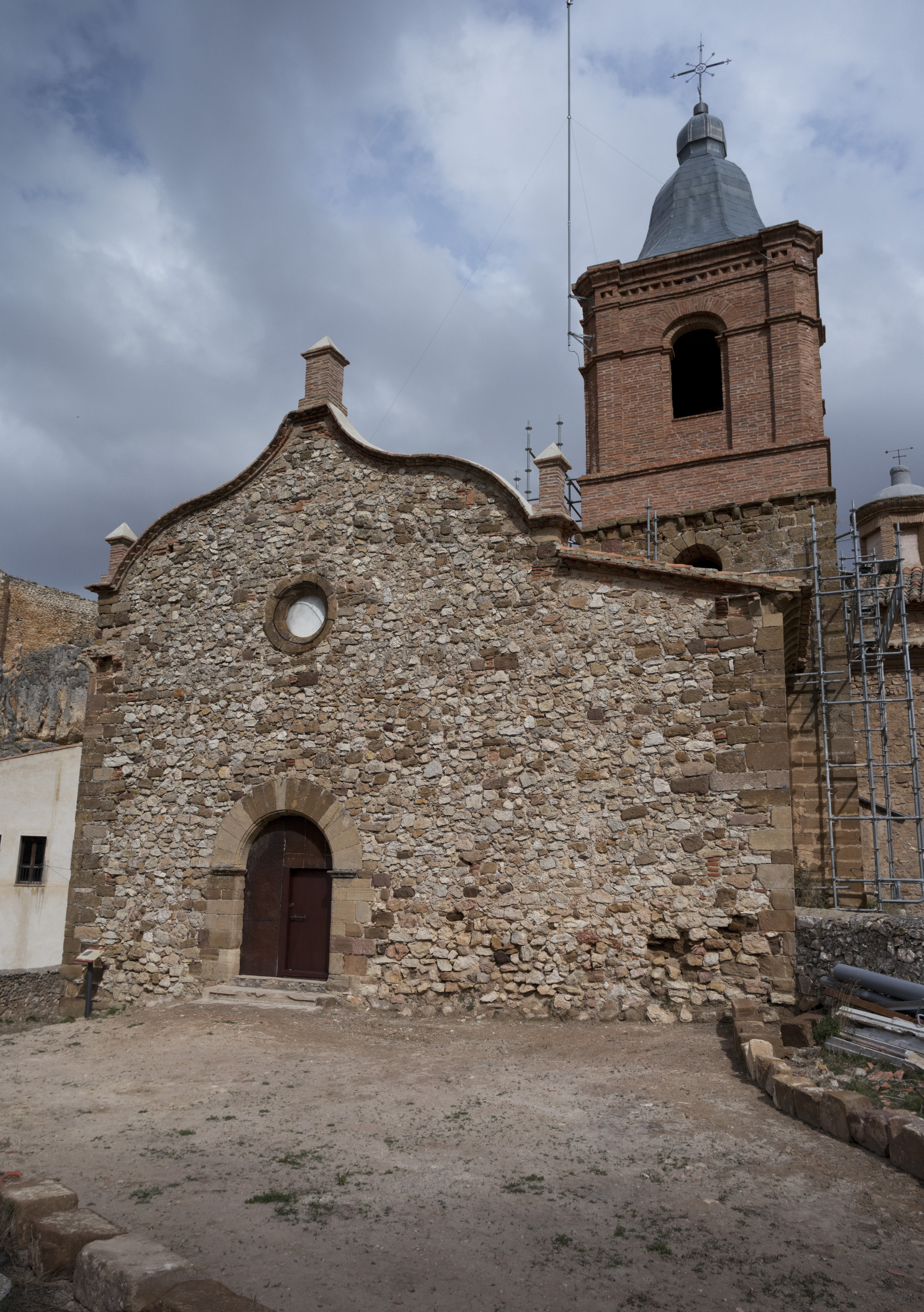
Fachada.
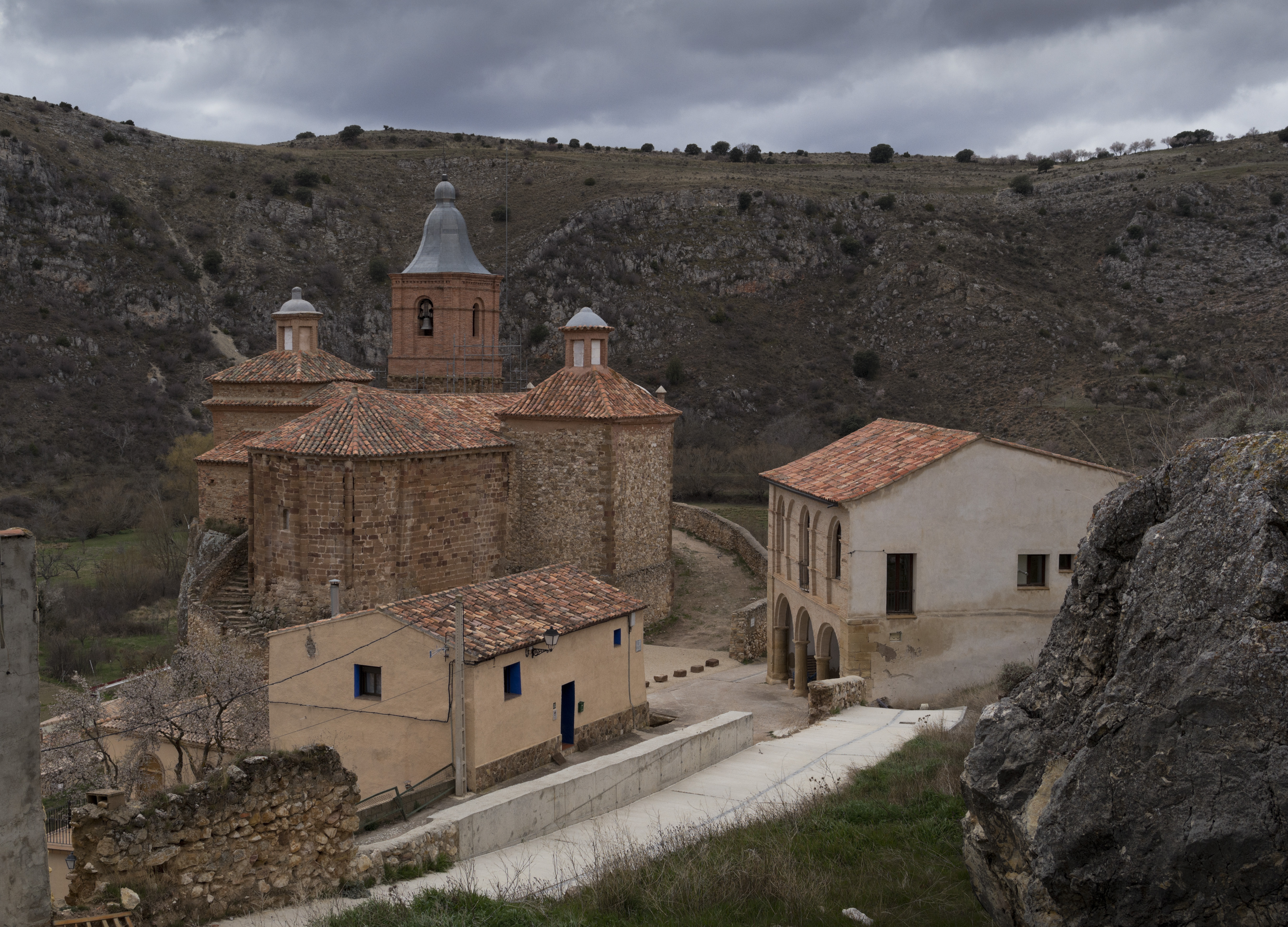
El conjunto desde la parte trasera.